# Ottó Hellmich
Ottó Hellmich (født 6. april 1874 i Berlin. Tyskland, død 4. juli 1937 i Budapest) var en ungarsk gymnast, som deltog i OL 1912 i Stockholm.

## Gymnastikkarriere
Hellmich dyrkede både gymnastik og atletik i klubben Óbudai Torna Egylet (ÓTE), og han var en del af det ungarske hold, der deltog i mangekamp ved OL 1912 i en europæisk udgave (der blev også konkurreret i en "svensk" udgave ved legene), hvor der deltog fem nationer med mellem 16 og 40 deltagere hver. Italien var overlegne i konkurrencen og vandt med 53,15 point, mens Ungarn med Helmlich blev toere med 45,45 point og Storbritannien treere med 36,90 point.

## Videre karriere
Efter afslutningen af sin aktive karriere blev Hellmich træner i ÓTE samt bestyrelsesmedlem i klubben.
Han var derudover funktionær i Budapest Centralbank indtil sin pensionering i 1936.
Hans bror, Miksa Hellmich, var atlet og deltog for Ungarn i de olympiske mellemlege 1906.